# Wappen der Stadt Nürnberg

Wappen der Stadt Nürnberg. Kleines Wappen

Wappen der Stadt Nürnberg. Großes Stadtwappen

Das Wappen der Stadt Nürnberg unterteilt sich in das große und das kleine Stadtwappen.
Die amtliche Wappenbeschreibung (Blasonierung) des kleinen Stadtwappens lautet: „Gespalten; vorne in Gold ein halber, rot gezungter und golden bewehrter schwarzer Adler am Spalt, hinten fünfmal schräg geteilt von Rot und Silber.“
Das in der Regel in den Behördensiegeln, von den Bürgermeistern und vom Stadtrat verwendete große Stadtwappen, das bereits 1220 als Siegelbild verwendet wurde, hat folgende Blasonierung: „In Blau ein goldener Jungfrauenadler mit naturfarbenem, jugendlichem Haupt mit goldenem, wallendem Haar und goldener Blattkrone.“

## Wappengeschichte
Die Stadt Nürnberg besitzt zwei Wappen: ein großes und ein kleines. Bereits 1220 wird ein Siegel urkundlich erwähnt, das einen Adler mit Königskopf als Hinweis auf das Reich abbildet. Abdrucke sind seit 1254 belegt. Die Umschrift „SIGILLUM UNIVERSITATIS CIVIUM DE NURENBERCH“ bestätigt die Reichsfreiheit Nürnbergs. Ein weiteres Siegel von 1368 besitzt dieselbe Darstellung und war bis 1806 in Gebrauch.

### 13./14. Jahrhundert
Zur Beglaubigung des Hauptsiegels benötigte man zusätzlich ein sogenanntes Rücksiegel. Hieraus entwickelte sich das Kleine Nürnberger Stadtwappen. Zuerst genügte die bloße Glättung der Rückseite des Hauptsiegels als Bestätigung. Darauf folgten Eindrücke von Daumen und Fingerspitzen, bis ab der ersten Hälfte des 14. Jahrhunderts drei waagerechte Kerben verwendet wurden. 1346 wurde ein gekröntes „N“ mit abgekürzter Umschrift „Signetum secretum Nurenbergense“ verwendet. Da im Zuge eines Handwerkeraufstands in den Jahren 1348/49 das Hauptsiegel von den Anführern verwendet wurde, erklärte König Karl IV. deren Urkunden für ungültig und verlieh der Reichsstadt ein Rücksiegel. Dieses wurde ab 1350 verwendet. Als Kleines Stadtwappen blieb dieses Rücksiegel dann bis 1806 in Gebrauch. Neben dem Hauptsiegel führte die Reichsstadt ein Geheimsiegel, welches kleiner als das Stadtsiegels, jedoch mit gleichem Siegelbild war. Es wurde vorrangig als Verschlusssiegel für Briefwechsel verwendet, in der Neuzeit auch als aufgedrücktes Siegel auf Urkunden neben dem Haupt- und Geheimsiegel, das um die Mitte des 14. Jahrhunderts aus braunem Wachs mit dem einköpfigen Reichsadler und von der heraldisch linken zur heraldisch rechten (siehe Heraldik) gedrehten Blickrichtung zum Siegel des Nürnberger Stadtgerichts wurde. Als Rücksiegel diente wiederum ein „N“.

Seit 1350 ist der Schild des Wappens gespalten: rechts am Spalt steht ein halber Reichsadler, links ist fünfmal schräg geteilt. Ein Jahr später ist die hintere Hälfte sechsmal schräg geteilt worden. Um 1260 wird als Stadtwappen eine fünfmalige Schrägteilung von Silber und Rot erwähnt. Sie soll mit dem seit 1240 bezeugten gleichfarbigen Schildbord der Burggrafen von Nürnberg zusammenhängen. Die Farben sind auch die Farben des Reichs und deuten ebenso wie der Adler auf die Stadt Nürnberg als Reichsstadt. Der Reichsstatthalter von Bayern verlieh dieses Wappen 1936 als Kleines Nürnberger Stadtwappen.

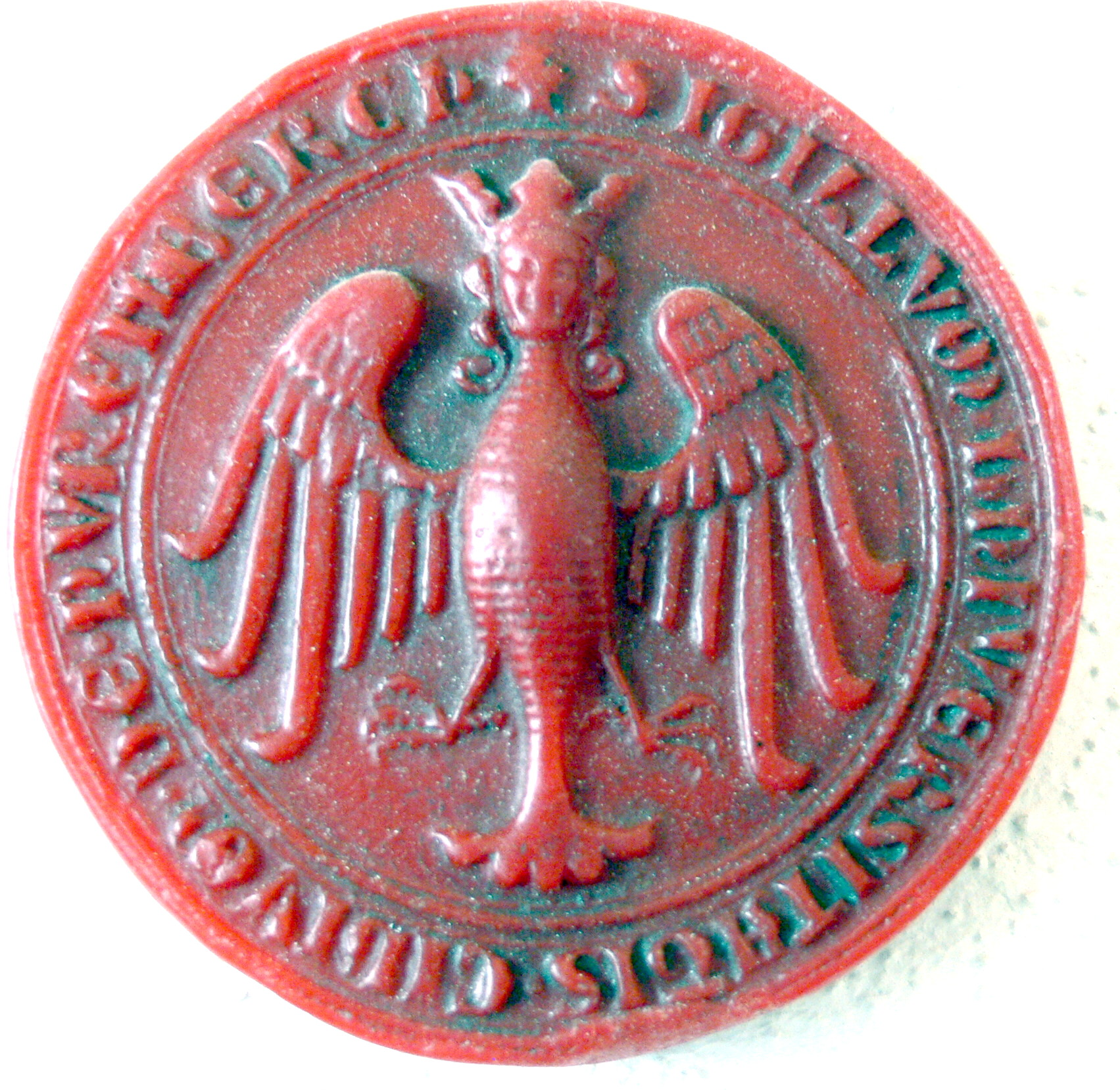
Stadtsiegel mit Königskopfadler, Siegel von 1474

### 15./18. Jahrhundert
Ab dem 15. Jahrhundert verändert sich die Abbildung des Königskopfes des großen Wappens: er wird weiblicher. Der Kopf wandelt sich zu einem Frauenkopf mit Brüsten um, welcher als Nymphe Noris oder Harpyie gedeutet wird. Für den Humanisten Conrad Celtis (1459 bis 1508) war der Jungfrauenadler ein scherzhafter Ausdruck dafür, dass die „Nürnberger Männer unter dem Pantoffel stünden“. Andere sahen einen Zusammenhang mit der Astrologie: Ihrer Meinung nach stand Nürnberg im Sternbild der Jungfrau und führte deshalb diesen Jungfrauenadler im Siegel. Ein dritter Forschungsansatz deutet jedoch darauf hin, dass die Stadt nie erobert wurde und immer jungfräulich und unversehrt geblieben ist.
Während das große Wappen sich änderte, diente ab dem 16. Jahrhundert das Kleine Wappen als Siegel für den Schriftverkehr einzelner reichsstädtischen Ämter und Deputationen, auch für die Nürnberger Handelswaren, Maße und Gewichte wurde es als Kennung verwendet.

### 19./20. Jahrhundert
Das Recht, eigene Wappen führen zu dürfen, mussten sich die bayrischen Kommunen im 19. Jahrhundert erst wieder erkämpfen. So wurde 1819 ein neues Nürnberger Amtssiegel geschaffen, das nun aber den in reichsstädtischer Zeit nie offiziell im Siegel geführten, sondern seit dem ausgehenden 15. Jahrhundert nur künstlerisch, meist in Kombination als Nürnberger Wappendreipass ausgearbeiteten Jungfrauenadler zum Siegelbild erhielt. Die Streitereien über die Ausgestaltung des offiziellen Nürnberger Stadtwappens zog sich bis 1897 hin. Der Königskopfadler wurde 1936 in den Farben von 1484 als Großes Wappen festgelegt. Der Jungfrauenadler durfte seitdem nicht mehr verwendet werden.
1936 wurde auch dem Großen Stadtwappen wieder das Bild des reichsstädtischen Hauptsiegels gegeben. Als solches dient es heute mit der Umschrift „Stadt Nürnberg“, 1971 auf Wunsch des Freistaates um „Bayern“ erweitert, als Siegel der Stadt, zur Präsentation verwenden es die Oberbürgermeister, Bürgermeister und Berufsmäßige Stadträte. Das Kleine Stadtwappen benutzen Nürnbergs Dienststellen als Siegel und Präsentation, es kann aber auch mit Genehmigung der Stadt von Firmen zu Reklamezwecken verwendet werden.

## Großes Stadtwappen
Blasonierung: „In Blau ein goldener Jungfrauenadler mit naturfarbenem, jugendlichem Haupt mit goldenem, wallendem Haar und goldener Blattkrone.“
Dieses Wappen wurde bereits im Siegel von 1220 verwendet und versinnbildlicht das Nürnberg als freie Reichsstadt. Der Königskopfadler ist auf Bauplastiken seit dem 14. Jahrhundert, in Abbildungen und im Schrifttum seit dem 15. Jahrhundert bezeugt. Der Königskopfadler wurde zeitweise als Frauenkopf dargestellt – dem sogenannten „Jungfrauenadler“. Dieser glich einer Harpyie oder der Gestalt der Nymphe Noris. 1936 wurden dem Königskopfadler die Reichsfarben von 1484 verliehen, welche zum heutigen Großen Wappen 1963 vom Stadtrat bestätigt wurde. Es wird in der Regel in den Behördensiegeln (nicht jedoch vom Standesamt, welches das amtliche bayerische Wappen führt), von den Bürgermeistern und vom Stadtrat und auf historischen städtischen Gebäuden geführt und darf nur mit einer Ausnahmegenehmigung, die nur selten erteilt wird, von Vereinen oder Firmen verwendet werden.

## Kleines Stadtwappen
Blasonierung: „Gespalten, vorne in Gold ein halber, roter gezungter und golden bewehrten schwarzer Adler am Spalt, hinten fünfmal schräg geteilt von Rot und Silber.“
Konrad von Mure benennt um 1260 das Stadtwappen als ein fünfmal von Weiß und Rot geschrägtes Schild, welcher mit dem seit 1240 bezeugten Schildbord der Nürnberger Burggrafen zusammenhängt und den Reichsfarben entspricht. Ab 1350 fügte man den Reichsadler hinzu und verwendete das Kleine Wappen als Rücksiegel. Ab 1513 wurde es in den Siegeln der Ämter und Außenbehörden Nürnbergs verwendet. Die Anzahl der Schrägbalken und Farbgebungen wechselten, genau wie bei dem Großen Wappen, mehrmals. Die heute noch gebräuchliche Form wurde 1936 zusammen mit dem Großen Wappen verliehen. Aus dem Kleinen Wappen leitet sich auch die Stadtflagge ab. Das Kleine Wappen darf zu Werbezwecken von in Nürnberg ansässigen Unternehmen geführt oder auf Waren angebracht werden, solange nicht der Eindruck einer amtlichen Verwendung entsteht und das Wappen heraldisch und künstlerisch korrekt wiedergegeben wird. Beide Stadtwappen sind genehmigungspflichtig.

## Wappendreipass

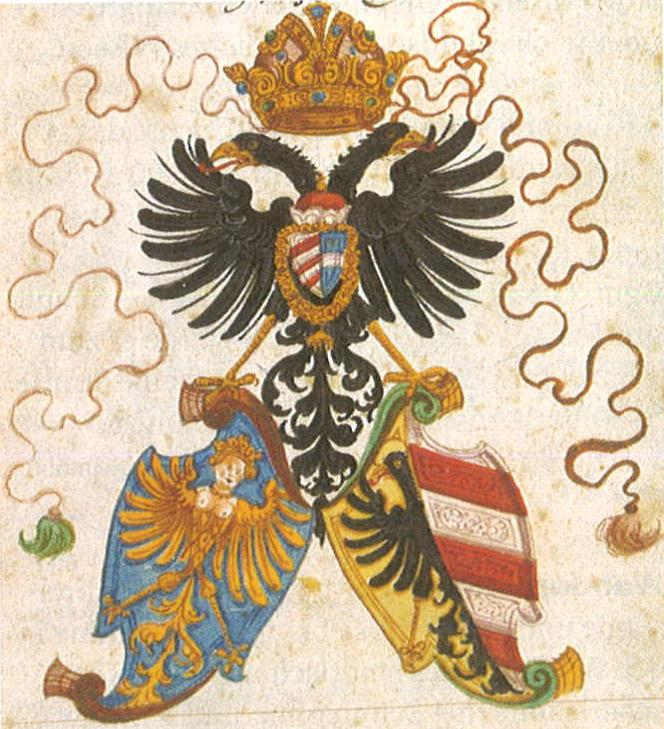
Der Wappendreipass des Nürnberger Stadtwappens, um 1700

Unter dem Nürnberger Wappendreipass (auch Nürnberger Wappendreiheit) versteht man die seit dem ausgehenden 15. Jahrhundert benutzte Kombination der beiden Nürnberger Stadtwappen. Hierbei wird die enge Beziehung zwischen der Stadt und dem Kaisertum besonders deutlich.
Diese Wappendreiheit setzt sich zusammen aus dem gekrönten, meist doppelköpfigen Reichsadler und den beiden Nürnberger Stadtwappen, dem großen Wappen mit dem Königskopfadler, der ab der Mitte des 15. Jahrhunderts in einen Jungfrauenadler verwandelt wird, und dem kleinen Wappen mit gespaltenem Schild, vorn in gold den halben schwarzen Reichsadler und hinten mit dem fünfmal von Rot und Silber schräg geteiltem Feld. Andere Reichsstädte führten nur das kaiserliche Wappen, den Doppeladler, neben ihrem Stadtwappen.
Das große Nürnberger Stadtwappen befindet sich im Wappendreipass heraldisch unten rechts. Es leitet sich aus dem Hauptsiegel der Stadt ab und zeigt seit 1936 wieder in blau einen goldenen Adlerrumpf mit einem jugendlichen, langhaarigen Königskopf.
Das kleine Nürnberger Stadtwappen, welches als Rücksiegel zum Hauptsiegel der Reichsstadt ab 1350 in Gebrauch war, steht im Wappendreipass heraldisch unten links.